# Hépatoblaste
Les hépatoblastes sont des cellules multipotentes capables de former les cellules nécessaires au fonctionnement du foie : hépatocytes, les canicules biliaires et les conduits hépatiques. Pendant le développement elles sont originaires du mésoderme sur la face ventrale du duodénum chez l'Homme

## Mécanisme de différentiation
Chez l'Homme la plaque hépatique se développe sur la face ventrale du duodénum à partir de cellule du mésoderme. Elles engagent une importante prolifération cellulaire pour former le diverticule hépatique. Il croit alors dans les cellules mésenchymateuses qui donnera le septum transverse, le diverticule hépatique va donner les premières cellules hépatoblastes. Le septum transversum initie un signal cellulaire BMP via l'expression du ligand BMP4, chez la souris l'absence de Bmp4 entraine un arrêt du développement cellulaire et un arrêt de la production d'albumine une protéine produite par le foie. La région cardiogénique adjacente au diverticule hépatique émet un signal cellulaire FGF qui stimule l'expression d'albumine. Les cibles potentielles des voies FGF et BMP pourraient inclure GATA4, HNF3, et CEBPB. Chez la souris la Voie de signalisation Wnt participe aux développements du foie est induit la différentiation des hépatoblastes en canicules biliaires, la voie de signalisation Notch semble induire la différenciation en cellule hépatocyte et en cholangiocytes.

## Maladies génétiques
Une mutation du gène JAG1 un ligand de la voie de signalisation NOTCH ou une mutation dans NOTCH2 sont récepteurs entraine chez la souris une absence de conduits biliaire et développe un syndrome d'Alagille un défaut de développement des voies biliaires intra-hépatiques.